# Casearia richii
Casearia richii är en videväxtart som beskrevs av Asa Gray. Casearia richii ingår i släktet Casearia och familjen videväxter. Inga underarter finns listade i Catalogue of Life.